# Pseudoneoponera

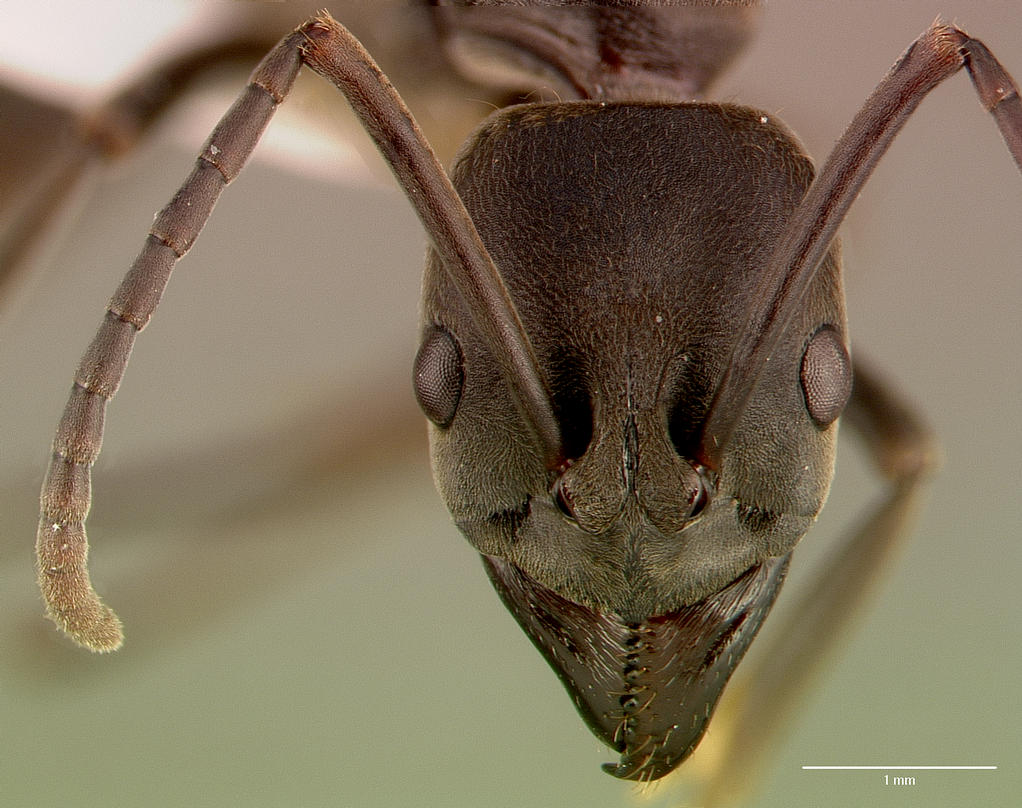
Pseudoneoponera havilandi

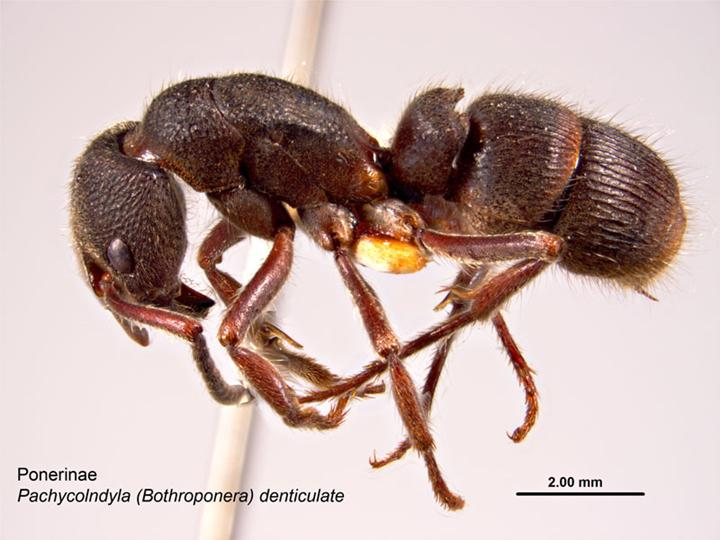
Pseudoneoponera denticulata

Pseudoneoponera  (лат.) — род муравьёв из подсемейства Ponerinae (Formicidae), который ранее включался в состав Pachycondyla. Известно около 20 видов. Встречаются в тропической Азии и в Австралии. Имеют необычные для муравьёв пенистые защитные выделения, которые рабочие выделяют из жала, небольшие колонии и необычные социальные системы, включая частое возникновение гамергатов. Рабочие Pseudoneoponera отличаются от других понерин сочетанием крепкого телосложения, грубой скульптуры, волосистым покровом, атрофированной метанотальной бороздки, узловатого петиоля, полукруглого в дорсальном виде и часто с зубчатым заднедорсальным краем.

## Распространение
Встречаются в тропиках Старого Света от Индии до Австралии. Южная Азия (Индия, Шри-Ланка), Юго-Восточная Азия (Вьетнам, Индонезия, Китай, Малайзия, Таиланд, Филиппины), Австралия.

## Описание

### Внешний вид
Среднего размера муравьи коренастого телосложения с грубой скульптурой матового тела. Длина рабочих особей от 9 до 18 мм, коричневого и чёрного цвета. Усики 12-члениковые. Матки известны и формально описаны только у вида P. sandakana, а также наблюдались у P. tridentata. Другие виды описаны только по рабочим, гамэргатам и самцам. Глаза средних и относительно крупных размеров, расположены у средней линии головы. Мезоплеврон не разделён поперечной бороздкой. Метанотальная бороздка отсутствует. Мандибулы треугольные. Проподеум без шипиков или зубцов. Средние и задние ноги с одной голенной шпорой. Стебелёк между грудкой и брюшком состоит из одного узловидного членика петиоля. Брюшко с сильной перетяжкой между 1-м (A3) и 2-м (A4) сегментами. У самцов усики 13-члениковые, фасеточные глаза крупные и выпуклые, оцеллии развиты, пигидиум заострённый в форме жала, переднеспинка поперечная и узкая, нотаули на мезонотуме отсутствуют, передние крылья с двумя дискоидальными и двумя кубитальными ячейками.

### Образ жизни
Обитают в подстилочном слое тропических лесов Старого Света. Хищники, охотятся на членистоногих. Фуражировка одиночная. Семьи малочисленные, содержат как правило, от 10 до 20 муравьёв (у вида P. tesseronoda до 170). Рабочие муравьи P. tridentata фуражируют индивидуально в ночное время, гнездятся, как правило, в земле, иногда также в древесине. Кроме индивидуальной, муравьями вида P. tesseronoda также используется тандемная мобилизация во время гнездовой эмиграции и при мобилизации на обнаруженные крупные кормовые ресурсы.
Необычной особенностью Pseudoneoponera является их вспенивающаяся экскреция. Рабочие производят защитные вспенивающиеся выделения из ядовитых желёз (наблюдалось у видов P. bispinosa, P. insularis, P. rufipes, P. sublaevis и P. tridentata). Предполагают (чему есть экспериментальные доказательства; Maschwitz et al., 1981), что механизм вспенивания является более эффективным, чем укус против малых быстро движущихся врагов, таких как другие муравьи. Пена, по-видимому действует как физическое препятствие, требующее активную очистку, а не как нейротоксин. Сходная пенистая секреция независимо развилась по крайней мере, у одного из видов рода Pachycondyla (Pachycondyla harpax).

### Социальная система и размножение
Обнаружена необычная социальная система, например, у вида Pseudoneoponera tridentata семьи включают как бескрылых самок, так и рабочих гамэргатов, которые конкурируют друг с другом за репродуктивное доминирование. В некоторых колониях, в которых отсутствуют матки, их репродуктивную роль выполняют только гамэргаты. Значительная пропорция и самок и рабочих в колониях оплодотворённые (47—100 % и 81—100 %, соответственно), и многие индивидуумы могут быть репродуктивно активными. Их репродукция коррелирует с возрастом и поведенческим доминированием скорее, чем со статусом спаривания. Рабочие предположительно спариваются с самцами из их собственной колонии, в то время как самки спариваются с другими самцами. Основание новых колоний у P. tridentata происходит различными способами, включая плеометроз и почкование. В 1983 году было обнаружено, что в брюшке у муравьёв P. tridentata находится большое количество абдоминальных желёз, функции которых остаются неизвестными.
У представителей рода Pseudoneoponera на острове Ява (Индонезия) обнаружена репродуктивная стратегия с иерархией доминирования. В местной популяции в колонии могут присутствовать несколько спаривающихся рабочих, но только рабочий высшего ранга является гамергатом. Королевы (яйцекладущие матки) иногда встречаются, но большинство колоний не имеют королев и насчитывают около 10 рабочих, из которых один или несколько спариваются. Рабочие в колонии ранжированы в иерархии доминирования, структурированной через частые антагонистические взаимодействия; рабочие низкого ранга являются основными фуражирами. Самцы пытаются спариваться со своими сородичами, но обычно отвергаются; спаривание происходит только с чужими самцами и только при отсутствии гамергата.

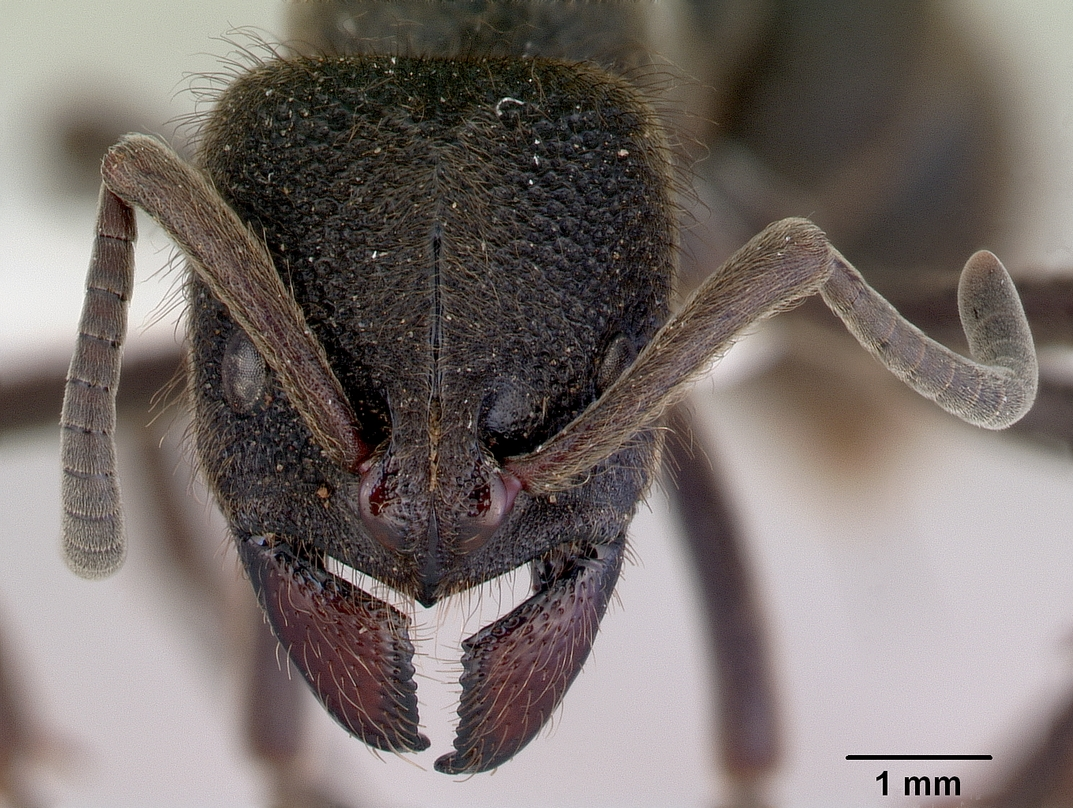
Pseudoneoponera oculata
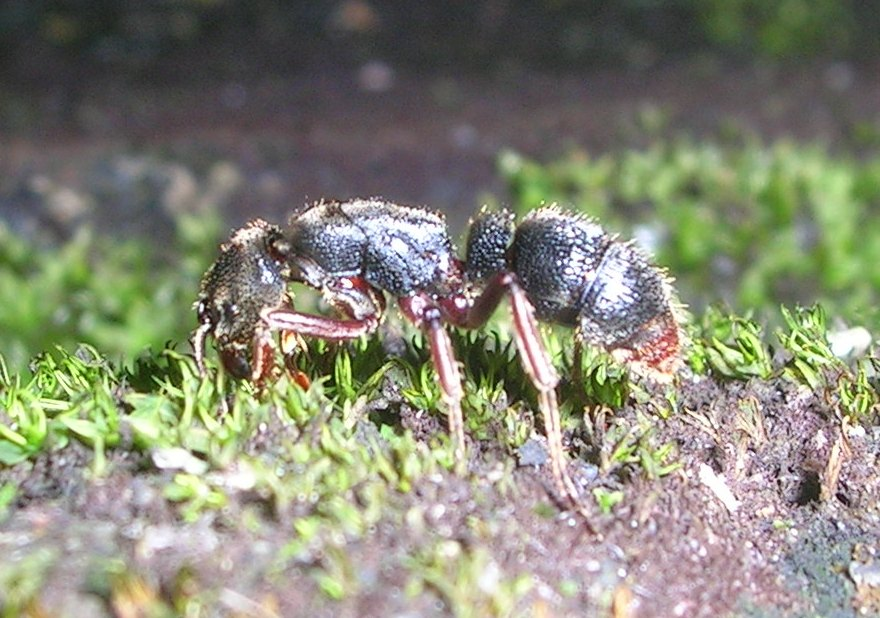
Pseudoneoponera rufipes
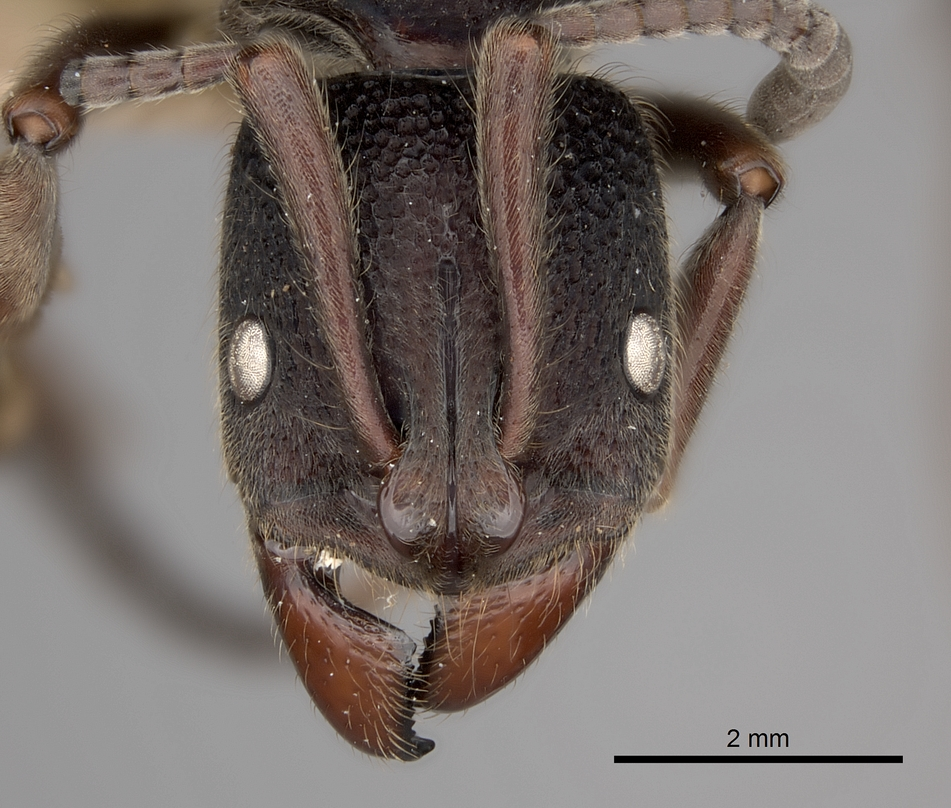
Pseudoneoponera tridentata
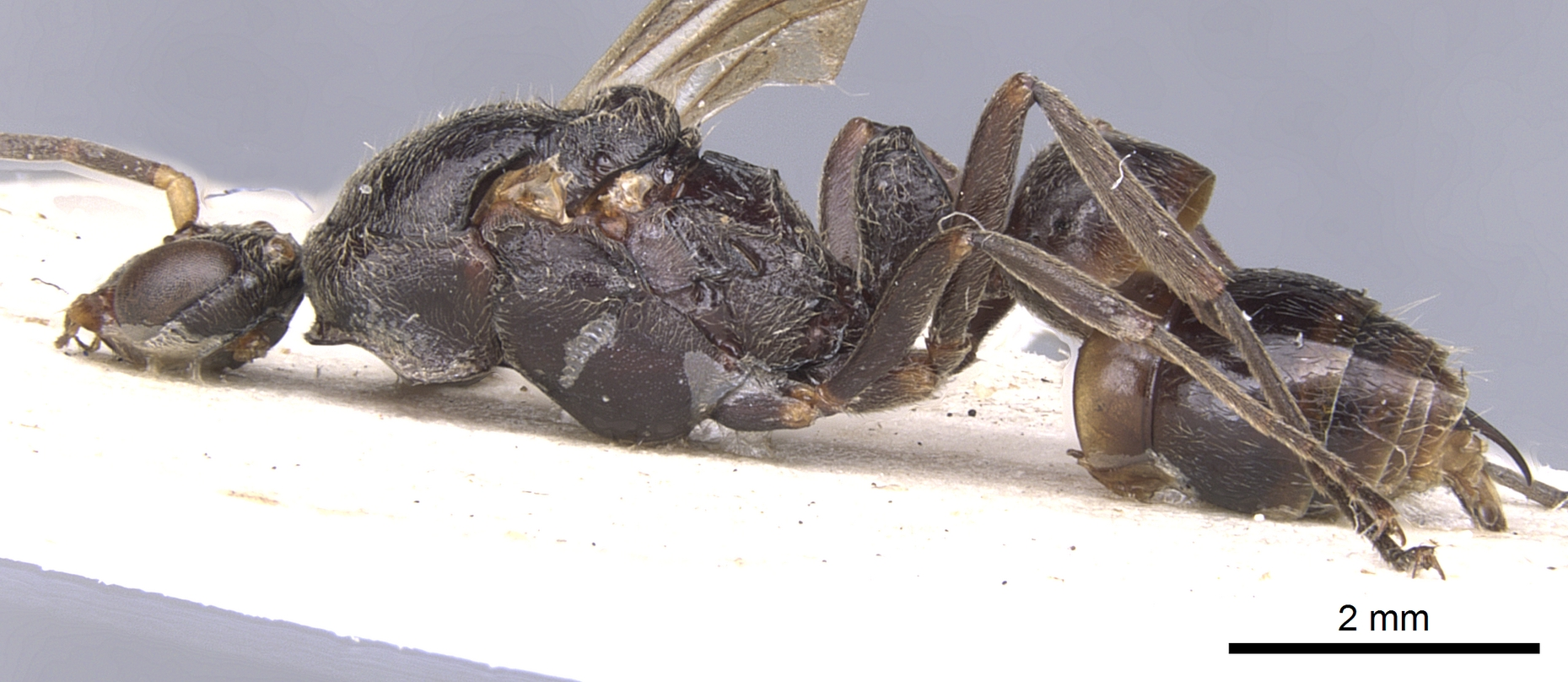
Pseudoneoponera verecundae, самец

## Генетика
Представители рода Pseudoneoponera имеют гаплоидный (самцы, n) и диплоидный (рабочие и самки, 2n) хромосомный набор. У вида Pseudoneoponera rufipes n = 24, 2n = 48. Формула кариотипа = 20M + 28A.

## Систематика
Род включает около 20 видов, которые ранее рассматривались в составе рода Pachycondyla. Таксон Pseudoneoponera был впервые описан в 1943 году, но позднее его виды включались в состав родов Bothroponera и Pachycondyla. В 2009 году Крис Шмидт (Schmidt, 2009), проведя молекулярно-генетический филогенетический анализ подсемейства понерины предложил включить род Pseudoneoponera в состав родовой группы Odontomachus (триба Ponerini). Самостоятельный родовой статус был официально восстановлен в 2014 году. Pseudoneoponera наиболее близко напоминает Bothroponera и Phrynoponera, и в меньшей степени Ectomomyrmex, но у этих родов отсутствует обильная волосистость покровов, полукруглый зубчатый петиоль и продольно полосатый первый тергит Pseudoneoponera, а Pseudoneoponera не имеет шиповатого проподеума (кроме Pseudoneoponera bispinosa), пятишипового утолщения петиоля и не суженного брюшка Phrynoponera, и маленьких глаз, угловатых сторон головы, разделенного мезоплеврона (кроме нескольких видов) и слабо суженного брюшка Ectomyrmex..
- Pseudoneoponera barbata (Stitz, 1911)
- Pseudoneoponera bispinosa (Smith, F., 1858)
- Pseudoneoponera denticulata (Kirby, 1896)
- Pseudoneoponera dubitata (Forel, 1900)
- Pseudoneoponera excavata (Emery, 1893)
- Pseudoneoponera havilandi (Forel, 1901)
- Pseudoneoponera incisa (Emery, 1911)
- Pseudoneoponera insularis (Emery, 1889)
- Pseudoneoponera mayri (Emery, 1887)
- Pseudoneoponera obesa (Emery, 1897)
- Pseudoneoponera oculata (Smith, F., 1858)
- Pseudoneoponera piliventris (Smith, F., 1858)
- Pseudoneoponera porcata (Emery, 1897)
- Pseudoneoponera regularis  (Forel, 1907)
- Pseudoneoponera rufipes (Jerdon, 1851)
- Pseudoneoponera sandakana (Wheeler, 1919)
- Pseudoneoponera sublaevis (Emery, 1887)
- Pseudoneoponera tridentata (Smith, F., 1858)
- Pseudoneoponera verecundae Donisthorpe, 1943typus